# 訃報 2000年12月
訃報 2000年12月（ふほう 2000ねん12がつ）では、2000年（平成12年）12月中に物故した、又は物故が報じられた人物についてまとめる。

## （1日 - 15日）

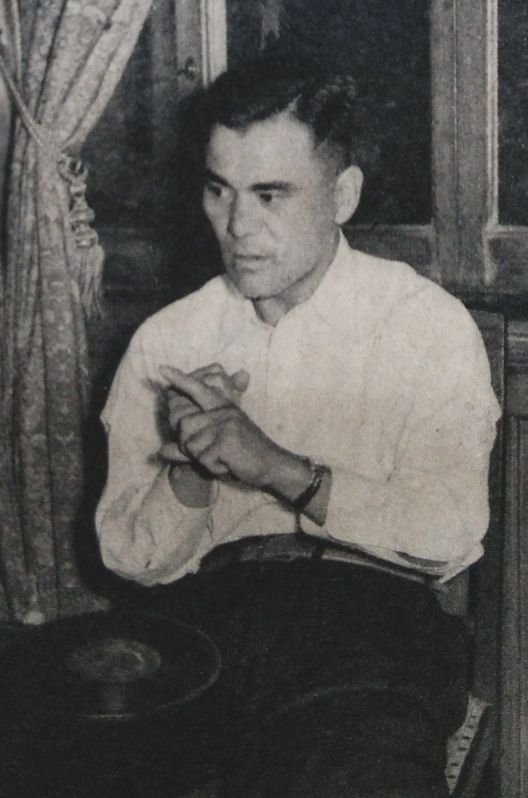
白石勝巳／12月11日没

- 12月3日 - 小平忠、政治家、元民社党常任顧問（* 1915年）
- 12月3日 - 福田純、映画監督（* 1923年）
- 12月5日 - 鈴木その子、美容家（* 1932年）
- 12月5日 - 七代目嵐徳三郎、歌舞伎役者（* 1933年）
- 12月8日 - 小松恒夫、評論家・元朝日新聞記者（* 1925年）
- 12月11日 - 白石勝巳、プロ野球選手（* 1918年）
- 12月14日 - 小泉仲治、政治家、元埼玉県深谷市長（* 1909年）

## （16日 - 31日）

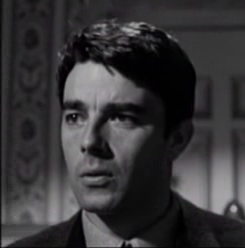
ジェラール・ブラン／12月17日没

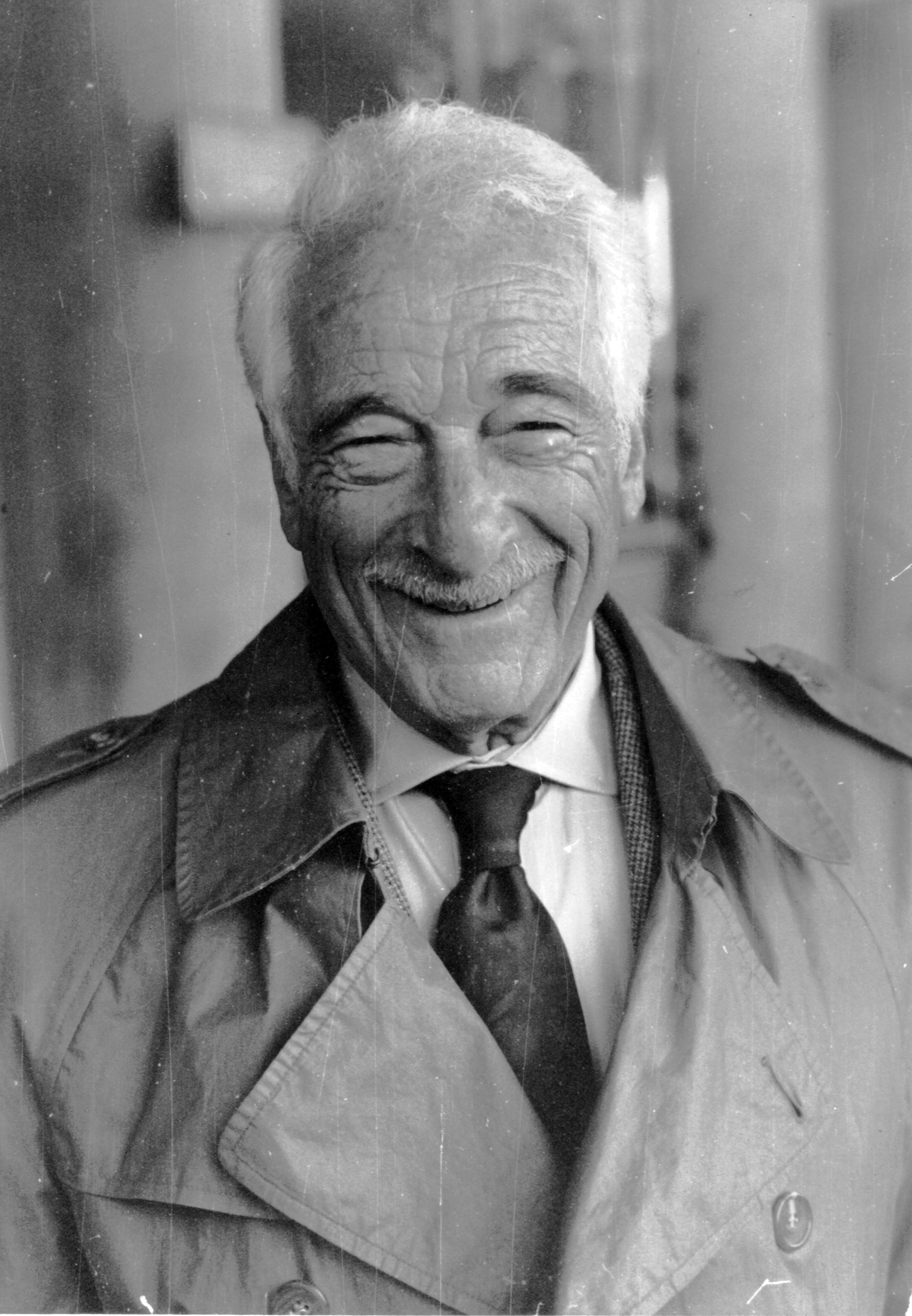
ヴィクター・ボーグ／12月23日没

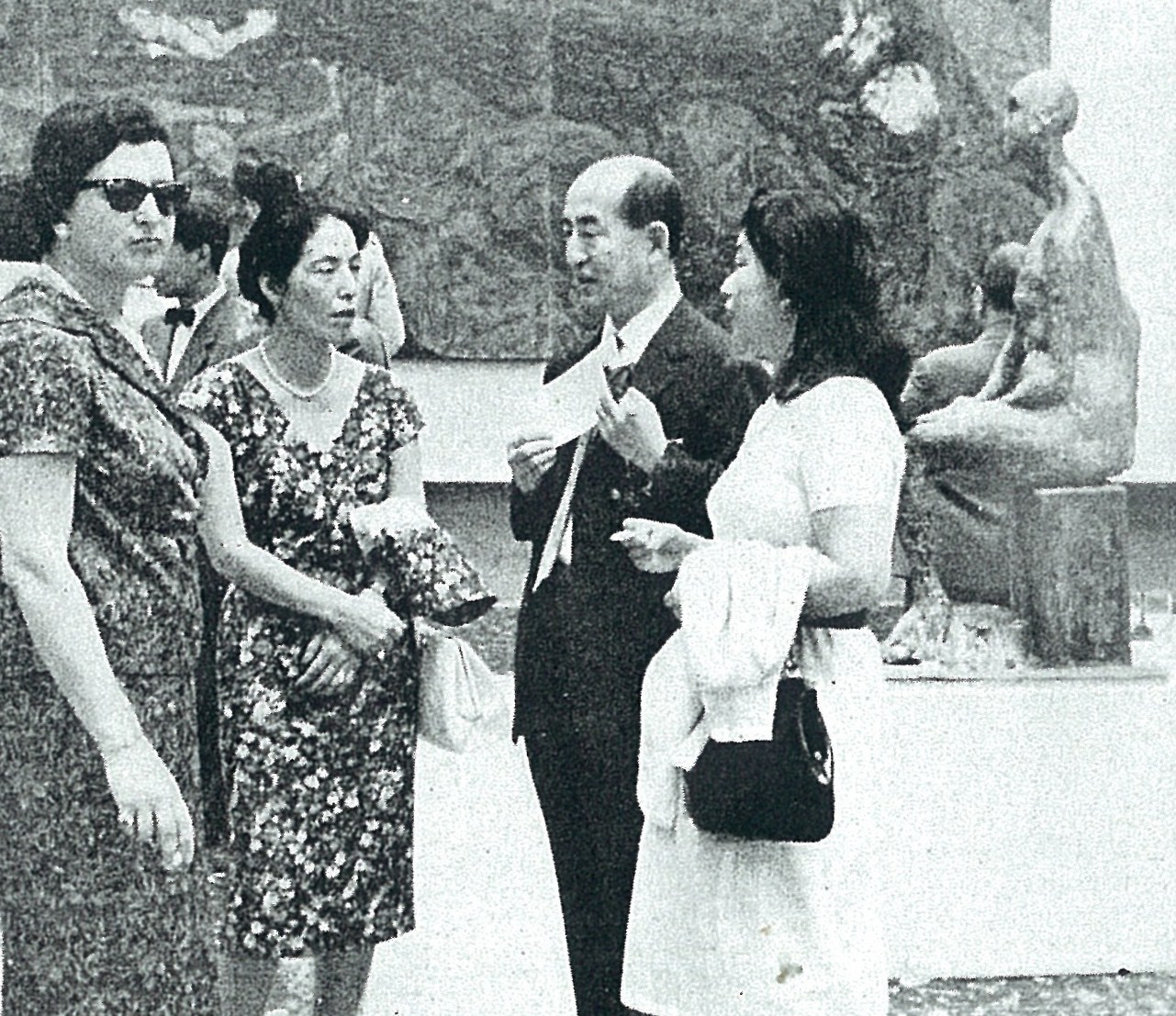
浜口陽三（右から2人目）／12月25日没

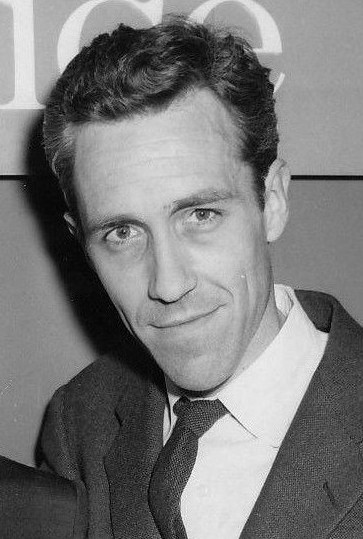
ジェイソン・ロバーズ／12月26日没

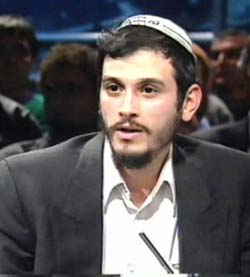
ビニャミン・ゼエヴ・カハネ／12月31日没

- 12月17日 - ジェラール・ブラン、俳優、映画監督（* 1930年）
- 12月19日 - 如月小春、劇作家（* 1956年）
- 12月19日 - ポップス・ステイプルズ、アメリカ合衆国のミュージシャン（* 1914年）
- 12月20日 - 江崎俊平、小説家、城郭・歴史研究家（* 1926年）
- 12月22日 - 伊瀬芳吉、実業家、ダイハツ工業元社長（* 1905年）
- 12月22日 - 千田夏光、作家（* 1924年）
- 12月23日 - ヴィクター・ボーグ、コメディアン（* 1909年）
- 12月25日 - ウィラード・ヴァン・オーマン・クワイン、論理学者（* 1908年）
- 12月25日 - 浜口陽三、版画家（* 1909年）
- 12月25日 - 檜山廣、実業家（* 1909年）
- 12月25日 - 田村勲、プロ野球選手（* 1957年）
- 12月26日 - ジェイソン・ロバーズ、俳優（* 1922年）
- 12月28日 - 斎藤十一、編集者・出版人（* 1914年）
- 12月31日 - ビニャミン・ゼエヴ・カハネ、政治活動家、正統派ラビ（* 1966年）